# 東京ディズニーランドの昼のパレードの一覧
東京ディズニーランドの昼のパレードの一覧（とうきょうディズニーランドのひるのパレードのいちらん）は、東京ディズニーランドで公演されてきた昼のレギュラーパレード（デイパレード）の一覧と説明である。
あらかじめ、期間を定めて開催されるスペシャルイベントのパレードは含めない。

## 東京ディズニーランド・パレード
- 上演期間：1983年4月16日〜1988年3月初旬　※正確な終了日は現時点では不明。
- テーマ曲：「東京ディズニーランド・イズ・ユア・ランド」
- 内容：東京ディズニーランドの各テーマランドを紹介するパレード。何度かフロートやキャラクターの配置変更といったマイナーチェンジが行われた。なお、スペシャルイベント期間中はミッキーマウスのフロート（先頭フロート）に代わり、スペシャルイベント毎のテーマ音楽が流れるフロートとキャラクターが登場した。
- 補足：初代デイパレードは現在の様なパレードルート上に設置されたスピーカーからテーマ音楽や付随音楽(アンダーライナー)が流れる形式ではなく、各フロート内に設置されたスピーカーからのみ音楽が流れる形式だった。アンダーライナーの導入は二代目から。

- 1983年〜1985年の演目と大よその登場キャラクターは以下の通り
  - 第1ブロック：東京ディズニーランド・バンド　※（アトモスフィア、テーマ曲演奏）
  - 第2ブロック（トップフロート）：搭乗／ミッキーマウス、ドナルドダック、デイジーダック、スクルージ、グーフィー、プルート　※（東京ディズニーランド・イズ・ユアランドに合わせた舞踊）
  - 第3ブロック：ワールドバザール　※（アーリーアメリカン調で表現する、ワールドバザールの日常）
  - 第4ブロック：ウエスタンランド　※（西部劇の世界、カンカン踊り）
  - 第5ブロック：徒歩／ミニーマウス　ショーボート（蒸気船マークトウェイン号がモデル）　※（唄うショーボート、カリビアン音楽で表現する舞踊）
  - 第6ブロック：搭乗／ジャングルブックのキャラクター　アドベンチャーランド　※（ジャングルブックの世界）
  - 第7ブロック：ゴーカート搭乗／チップとデール　トゥモローランド　※（レトロフューチャーの世界、ロボットダンスによる舞踊）
  - 第8ブロック（エンドブロック）：ファンタジーランド　ファンタジーランド王室楽団、徒歩／アリス、ホワイトラビット、白雪姫と七人の小人、ピノキオ、ビッグバッドウルフ、ビアンカ、バーナード、ピーターパン、フック船長、ジャック、ガス、ロビンフッド、フェアリーゴッドマザー、三匹のこぶた　※（東京ディズニーランド・イズ・ユアランドに合わせた舞踊）

- 1986年〜1988年の演目と登場キャラクターは以下の通り
  - 第1ブロック：東京ディズニーランド・バンド（アトモスフィア、テーマ曲演奏）
  - 第2ブロック（トップフロート）：搭乗／ミッキーマウス、ミニーマウス、ドナルド・ダック　※フロート形態が「D」マークから円形平型・白色の盆形式に。
  - 第3ブロック：ワールドバザール
  - 第4ブロック：ウエスタンランド
  - 第5ブロック：ショーボート（蒸気船マークトウェイン号がモデル）
  - 第6ブロック：アドベンチャーランド
  - 第7ブロック：トゥモローランド ※フロート形態がメタリックミラー調から「スペースマウンテン型」に。
  - 第8ブロック（エンドブロック）：ファンタジーランド王室楽団-ファンタジーランド　※フロート形態がシンデレラ城から「メタリック調の舞踏会形式」に。

## ディズニー・クラシックス・オン・パレード
- 1988年4月15日〜1991年4月初旬
- 東京ディズニーランド5thアニバーサリー・スペシャルパレード
- 1989年4月15日からは先頭フロートの5周年のロゴを外して実施された。
- テーマ曲「イズ・ゼア・ア・ビッグバンド・イナフ」
- 先頭のミッキー、ミニー、ドナルドフロートの後、ディズニークラシック映画の「白雪姫」、「ジャングルブック」、「不思議の国のアリス」、「ピーター・パン」、「ダンボ」、「メリー・ポピンズ」、「ピノキオ」、「ファンタジア」、「シンデレラ」の名シーンを再現。

## ディズニー・パーティグラ・パレード
- 1991年4月15日〜1993年4月7日
- テーマ曲「カーニバル」
- パレードルートで3回停止して行われた一大カーニバル。ビッグ5の高さ12mの巨大バルーンフロートがあった。
- アナハイムのディズニーランドで1990年に開催されていた同名のパレードの再構築版。
- パレード開始前にはジャングルブックやピノキオ等パレードに参加しないキャラクターがバンドを引き連れてプレパレードを行っていた。
- 登場キャラクター(登場順)
  - ドナルド・ダック、デイジー・ダック、スクルージ・マクダック、ディー、ダム、クイーンオブハート、キングオブハート、グーフィー、ダンボ
  - ミッキー・マウス、ペンギン、セバスチャン、フランダー、アリエル、ワニ(「ファンタジア」)
  - プルート、ミニー・マウス、ホセ・キャリオカ、パンチート、三匹の子豚、ダチョウ、カバ(「ファンタジア」)、チップ、デール

## ディズニー・ファンタジー・オン・パレード
- 1993年4月12日〜1998年4月初旬
- 東京ディズニーランド10thアニバーサリー・スペシャルパレード
- テーマ曲「ディズニー・ファンタジー・オン・パレードのテーマ」(ただし、テーマ曲とはいっても、パレード中に登場する１０作品の楽曲から１曲ずつをつないだメドレーである。オーケストラで演奏されるこのメドレーをベースに、シンセサイザーを用いた各フロートの楽曲が加わる形式だった)
- 先頭のビッグ5フロートの後、ディズニーアニメーションの「美女と野獣」、「白雪姫」、「ダンボ」、「リトル・マーメイド」、「ピノキオ」、「ファンタジア」、「ピーター・パン」、「不思議の国のアリス」、「メリー・ポピンズ」、「シンデレラ」の名シーンを再現。
- 1994年4月15日から10周年のロゴを外して実施された。

## ディズニー・カーニバル
- 1998年4月15日〜1999年11月4日
- 東京ディズニーランド15thアニバーサリー・スペシャルパレード
- テーマ曲「ディズニー・カーニバル」
- パレードルートで3回停止して行われた大カーニバル。
- ジャパン、カリビアン、リオ、ベネチアン、マルディグラの5つのユニット、全16フロートで構成された。
- 1999年4月から15周年のロゴを外して実施された。
- 登場キャラクター(登場順)
  - チップ、デール、ミニー・マウス、セバスチャン、アリエル、ミッキー・マウス
  - 白雪姫、プリンス、オーロラ姫、フィリップ王子、シンデレラ、プリンスチャーミング、ベル、ビースト、アラジン、ジャスミン
  - プルート、グーフィー、プー、イーヨー、ティガー、ドナルド・ダック、デイジー・ダック、ロジャーラビット、ピノキオ、ゼペット爺さん、三匹の子豚、ビッグバッドウルフ、ディー、ダム

## ディズニー・ミレニアム・カーニバル
- 1999年12月26日〜2000年4月8日
- テーマ曲「ディズニー・カーニバル」
- ディズニー・カーニバルのマイナーチェンジ版、2000年の到来を祝う大カーニバル。
- ミッキーの衣装が時の使者仕様になり、停止中の音楽がドゥ・ザ・コンガライン からミレニアムカウントダウンパレードのア・ニュー・デイに変更され、フロートの一部に特別な装飾が施された以外はディズニー・カーニバルと同じ

## ディズニー・オン・パレード/100イヤーズ・オブ・マジック
2000年4月12日から2003年1月21日まで、ウォルト・ディズニーの生誕100周年を記念して開催された。

## ディズニー・ドリームス・オン・パレード
2003年1月25日から2004年4月11日まで、『東京ディズニーランド20thアニバーサリー』のスペシャルパレードとして開催され、2004年4月12日から2006年3月30日まで、20周年関連の飾り付けを取り外した状態で、継続公演された。

## ディズニー・ドリームス・オン・パレード"ムービン・オン"
2006年3月31日から2008年4月8日まで、『ディズニー・ドリームス・オン・パレード』のリニューアル版として開催された。
7つのテーマランドを紹介する内容となった。

## ジュビレーション!
2008年4月15日から2009年4月14日に『東京ディズニーリゾート25thアニバーサリー』のスペシャルパレードとして開催されていたが、2009年4月15日以降も通常のパレードとして2013年4月5日まで継続公演された。
2008年度は　途中で４か所停止してショーモードが実施されていた

## ハピネス・イズ・ヒア
2013年4月15日から2014年3月20日の期間に『東京ディズニーリゾート30周年“ザ・ハピネス・イヤー”』のスペシャルパレードとして開催されていたが、2014年3月21日以降も、30周年関連の飾り付けを取り外した状態で、2018年4月9日まで継続公演された。

## ドリーミング・アップ!
2018年4月15日から2019年４月まで、『東京ディズニーリゾート35周年“Happiest Celebration!”』のスペシャルパレードとして公演された。その後も、35周年関連の飾りつけを取り外した状態で、2023年4月9日まで継続公演された。

## ディズニー・ハーモニー・イン・カラー
2023年4月15日から行われている東京ディズニーランド開園40周年を祝ったパレード。